# Lone Scherfig
Lone Scherfig (Copenhaguen, Dinamarca, 2 de maig de 1959) és una directora de cinema danesa.

## Biografia
En principi seguidora del Dogma 95, roda Italian for Beginners (Italiensk for begyndere) l'any 2000: aquesta comèdia romàntica rep nombrosos premis internacionals com l'Os d'Or al Festival Internacional de Cinema de Berlín.
Realitza l'any 2009 el film Una educació a partir d'un guió de l'escriptor britànic Nick Hornby, basat en una part del relat autobiogràfic de la periodista britànica Lynn Barber.

## Filmografia
- 1990 : The Birthday trip (Kaj's fodselsdag)
- 1998 : On our own (Nar mor kommer hjem)
- 2000 : Italian for Beginners (Italiensk for begyndere)
- 2002 : Wilbur (Wilbur Wants to Kill Himself)
- 2007 : Hjemve
- 2009 : Una educació (An Education)
- 2011 : One Day (One Day)
- 2014 : The Riot Club
- 2015 : The Astronaut Wives Club (els 2 primers episodis Launch i Protocol)
- 2016 : La seva millor història